# Downton Castle

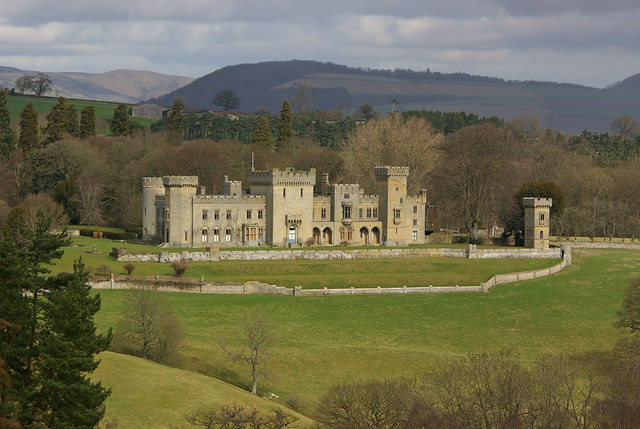
Downton Castle 2010

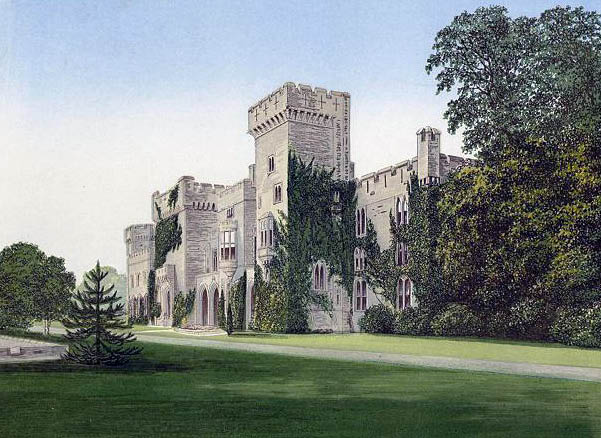
Downton Castle 1880

Downton Castle ist ein Landhaus aus dem 18. Jahrhundert im Dorf Downton on the Rock in der englischen Grafschaft Herefordshire, etwa 8 km westlich von Ludlow in Shropshire. English Heritage hat es als historisches Gebäude I. Grades gelistet.
Das Anwesen wurde von Richard Knight (1659–1749), einem reichen Stahlfabrikanten aus Madeley, gekauft und an seinen Enkel Richard Payne Knight weitergegeben, der ein Haus in neugotischem Stil schuf. Knight, ein Anhänger des „Picturesque“-Stil, beauftragte den Landschaftsarchitekten Thomas Hearne, verschiedene Pläne für das Grundstück anzufertigen.
Der Bau begann 1772 oder 1773 und war 1778 größtenteils fertiggestellt.
Die ursprüngliche, nach Süden ausgerichtete Eingangsfassade besitzt einen quadratischen Turm, sechs Teilungen links, die in einem achteckigen Turm enden, und fünf Teilungen rechts, flankiert von einem quadratischen Turm. Das Ganze ähnelt einer mittelalterlichen Burg mit Wehrgängen und Zinnen. Aber Pevsner sah seine Inspiration in den halb befestigten Häusern auf den Gemälden von Claude Lorrain oder Gaspard Poussin und nicht in englischen Burgen.
1824 heiratete Charlotte Knight, Tochter und Erbin, Sir William Rouse-Boughton aus Downton Hall in Stanton Lacy, etwa 9 km nordöstlich von Downton Castle. Sie vermachte das Anwesen ihrem zweiten Sohn Andrew, der sich 1857 in Rouse-Boughton-Knight umbenannte. Er war 1860 High Sheriff of Herefordshire und begann in dieser Zeit mit Verbesserungen und Erweiterungen an dem Haus, z. B. einen neuen Eingang mit Vorhalle, den Nordwestturm und eine Kapelle. Terrassengärten wurden 1865 von W. A. Nestfield angelegt. 1881 residierte die Familie in dem Herrenhaus mit 12 Dienern.
Charles Andrew Rouse-Boughton-Knight starb in diesem Haus 1947.